# Елеонора Маргарита Гессен-Гомбурзька
Елеонора Маргарита Гессен-Гомбурзька (нім. Eleonore Margarete von Hessen-Homburg), (23 вересня 1679—24 вересня 1763) — принцеса Гессен-Гомбурзька, донька ландграфа Гессен-Гомбурзького Фрідріха II та Луїзи-Єлизавети Кеттлер, настоятелька Герфордського монастиря.

## Біографія
Елеонора Маргарита народилась 23 вересня 1679 року у Веферлінгені сьомою дитиною і четвертою донькою в родині принца Гомбурзького Фрідріха II та його другої дружини Луїзи Єлизавети з роду Кеттлерів. Фрідріх того ж року викупив закладене старшим братом ландграфство Гессен-Гомбурзьке і місто Гомбург і оселився в ньому, ставши ландграфом. 

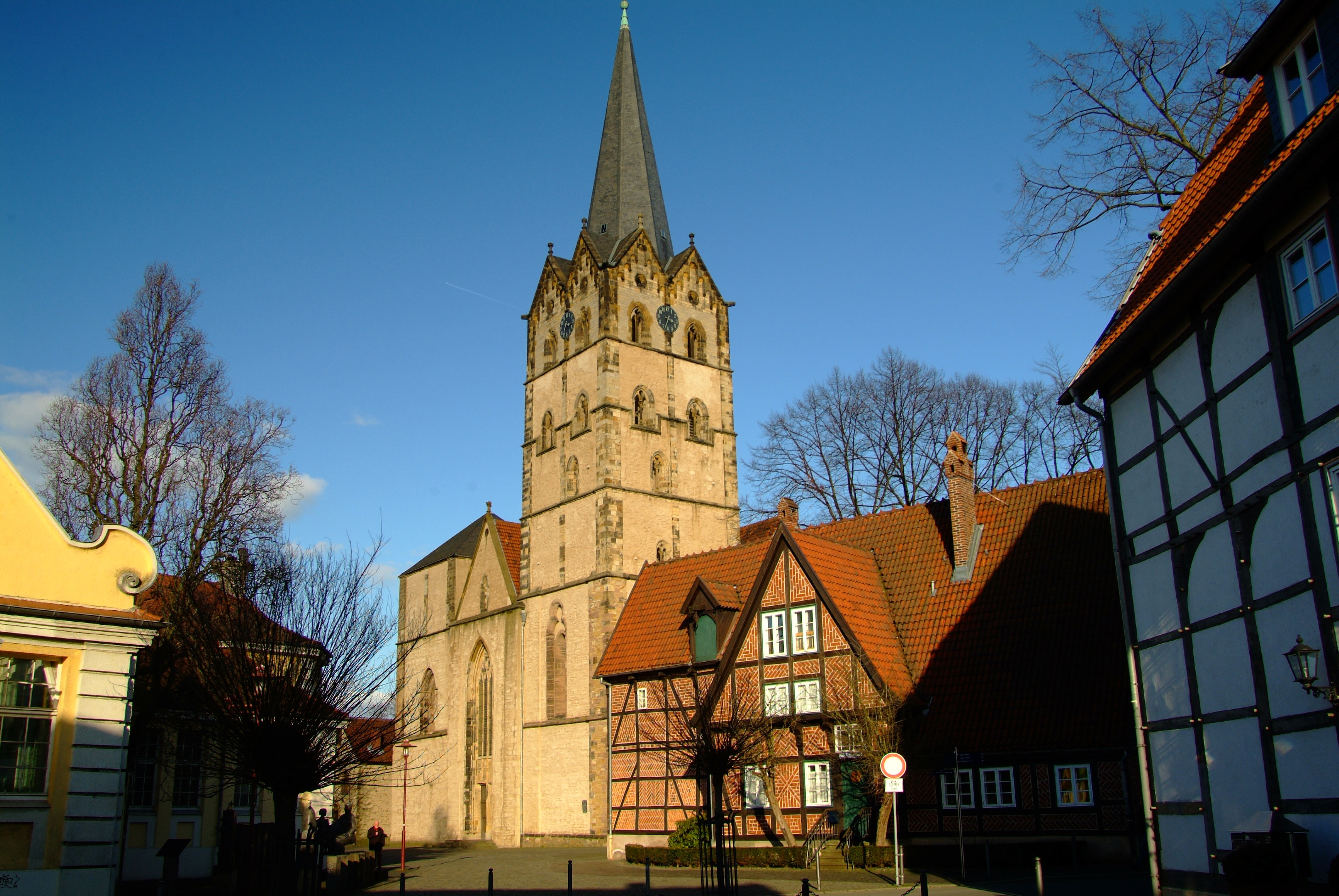
Герфордський монастир

Виховувалася Елеонора Маргарита матір'ю і тіткою з материнського боку у ревному дусі реформатської віри. Тітка, Шарлотта Софія Курляндська, була з 1688 року абатисою Герфордського монастиря. 
Принцесу описували як красиву та розумну дівчину. Імператор Священної Римської імперії Йозеф I Габсбург 1698 року робив їй пропозицію шлюбу, та вона її відхилила через небажання навертатися до римо-католицької віри.   
Все Елеонора життя провела неодруженою і на схилі літ стала настоятелькою Герфордського монастиря.
Померла 24 вересня 1763-го у віці 84 років.